# Thrypticus
Thrypticus är ett släkte av tvåvingar. Thrypticus ingår i familjen styltflugor.

## Bildgalleri

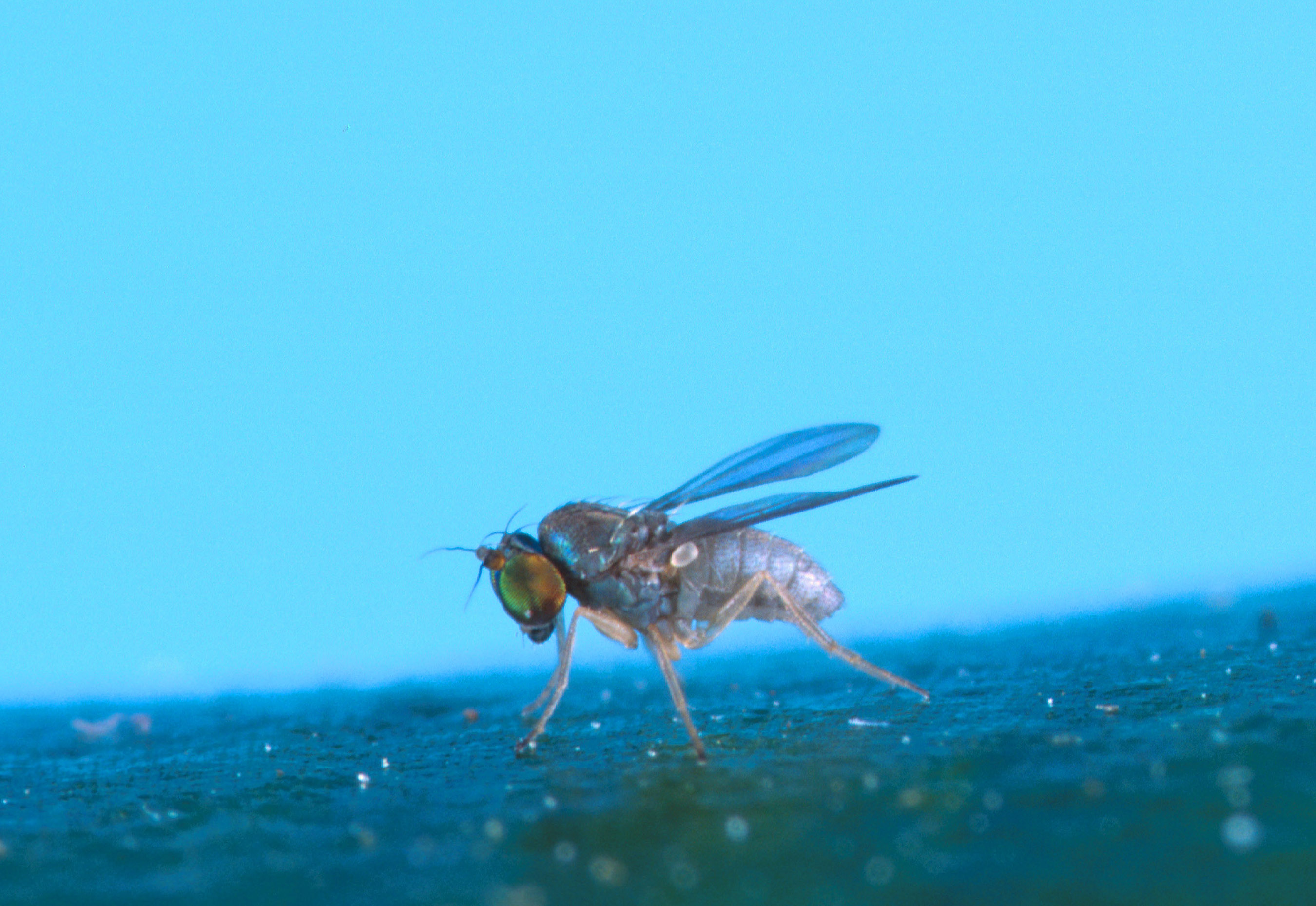

## Dottertaxa tillThrypticus, i alfabetisk ordning[1][2]
- Thrypticus abditus
- Thrypticus abdominalis
- Thrypticus acuticauda
- Thrypticus adauctus
- Thrypticus aeneus
- Thrypticus aequalis
- Thrypticus afer
- Thrypticus alpinus
- Thrypticus altaicus
- Thrypticus amoenus
- Thrypticus analis
- Thrypticus aphroditus
- Thrypticus arahakiensis
- Thrypticus armatus
- Thrypticus atomus
- Thrypticus aurinotatus
- Thrypticus australis
- Thrypticus azuricola
- Thrypticus basalis
- Thrypticus bellus
- Thrypticus bicolor
- Thrypticus brevicauda
- Thrypticus caudatus
- Thrypticus chanophallus
- Thrypticus circularis
- Thrypticus coeruleocephalus
- Thrypticus comosus
- Thrypticus crinipes
- Thrypticus cuneatus
- Thrypticus cupreus
- Thrypticus cupulifera
- Thrypticus cylindricum
- Thrypticus decoratus
- Thrypticus deficiens
- Thrypticus delicatus
- Thrypticus dissectus
- Thrypticus dissimilipes
- Thrypticus divisus
- Thrypticus edwardsi
- Thrypticus emiliae
- Thrypticus exiguus
- Thrypticus fasciatus
- Thrypticus fennicus
- Thrypticus festiva
- Thrypticus flavicornis
- Thrypticus flavicoxa
- Thrypticus flaviventris
- Thrypticus formosensis
- Thrypticus fortescuensis
- Thrypticus fosteri
- Thrypticus fraterculus
- Thrypticus fulgens
- Thrypticus fulgidus
- Thrypticus fulviventris
- Thrypticus grogani
- Thrypticus incanus
- Thrypticus inconspicuus
- Thrypticus insulanus
- Thrypticus intercedens
- Thrypticus kataevi
- Thrypticus laetus
- Thrypticus longicauda
- Thrypticus longicollis
- Thrypticus maculipes
- Thrypticus magnicornis
- Thrypticus minor
- Thrypticus minuta
- Thrypticus minutus
- Thrypticus mironovi
- Thrypticus misellus
- Thrypticus muhlenbergiae
- Thrypticus nigricauda
- Thrypticus nigripes
- Thrypticus nigriseta
- Thrypticus obscuratus
- Thrypticus pallidicoxa
- Thrypticus paludicola
- Thrypticus parabellus
- Thrypticus parvulus
- Thrypticus parvus
- Thrypticus penicillatus
- Thrypticus politus
- Thrypticus pollinosus
- Thrypticus pruinosus
- Thrypticus pusillus
- Thrypticus pygmaeus
- Thrypticus riparius
- Thrypticus romus
- Thrypticus ruficauda
- Thrypticus rufipes
- Thrypticus sagittatus
- Thrypticus schmidti
- Thrypticus scutellatus
- Thrypticus senilis
- Thrypticus sinevi
- Thrypticus singularis
- Thrypticus smaragdinus
- Thrypticus smargdinus
- Thrypticus spretus
- Thrypticus squamiciliatus
- Thrypticus subdissectus
- Thrypticus sublamellatus
- Thrypticus sumatranus
- Thrypticus suturalis
- Thrypticus taeniomerus
- Thrypticus taragui
- Thrypticus tarsalis
- Thrypticus tectus
- Thrypticus thalassinus
- Thrypticus thoracicus
- Thrypticus tibialis
- Thrypticus tonsus
- Thrypticus tropicus
- Thrypticus truncatus
- Thrypticus tsacasi
- Thrypticus varipes
- Thrypticus vestitus
- Thrypticus vietus
- Thrypticus willistoni
- Thrypticus violaceus
- Thrypticus virescens
- Thrypticus viridis
- Thrypticus vividus
- Thrypticus yanayacu
- Thrypticus zagulyaevi
- Thrypticus zonatulus